# Menjagrà blau de l'Equador
El menjagrà blau de l'Equador (Amaurospiza aequatorialis) és una espècie d'ocell de la família dels cardinàlids (Cardinalidae). Habita des del sud-oest de Colòmbia fins al nord del Perú

## Taxonomia
Sovint considerat una subespècie del menjagrà blau meridional (Amaurospiza moesta).